# Драгучова
Драгучова (словен. Dragučova) — поселення в общині Песниця, Подравський регіон‎, Словенія. Воно розташоване на пагорбах на північний схід від Марибора, на краю долини Песниця. Ця територія є частиною традиційного регіону Штирія.